# Lista medicamentelor esențiale ale Organizației Mondiale a Sănătății

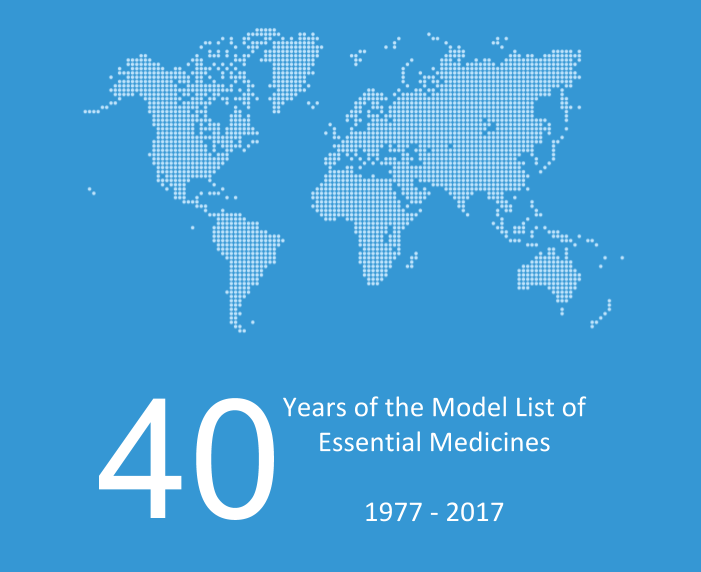
2017 a marcat cea de-a 40-a aniversare a listei medicamentelor esențiale ale OMS

Lista model a medicamentelor esențiale este publicată de către Organizația Mondială a Sănătății (OMS) și reunește medicamentele considerate a fi cele mai eficiente și sigure într-un sistem de sănătate. Lista este frecvent utilizată, astfel că fiecare țară poate să își dezvolte propria listă a medicamentelor esențiale, pe baza listei OMS. În anul 2016, mai mult de 155 țări aveau astfel de liste de medicamente esențiale bazate pe lista model a OMS.

## Anestezice

### Anestezice generale și oxigen

#### Anestezice inhalatorii
- Halotan
- Izofluran
- Protoxid de azot (gaz ilariant)
- Oxigen (oxigenoterapie)

#### Anestezice injectabile
- Ketamină
- Propofol[nota 1]

### Anestezice locale
- Bupivacaină
- Lidocaină
- Lidocaină/adrenalină
- Efedrinăα (nu este anestezic local, este inclus în listă pentru prevenirea hipotensiunii arteriale asociate cu anestezia spinală din cezariană)

### Medicație preoperativă și sedarea pentru proceduri pe termen scurt
- Atropină
- Midazolam
- Morfină

### Gaze medicinale
- Oxigen

## Analgezice și medicamente pentru îngrijirea paliativă

### Antiinflamatoare nesteroidine (AINS-uri)

Structura chimică a aspirinei

- Acid acetilsalicilic (aspirină)
- Ibuprofen
- Paracetamol[nota 2] (acetaminofen)

### Analgezice opioide
- Codeină
- Fentanil
- Morfină[nota 3]
- Metadonăα

### Medicamente pentru alte simptome comune în îngrijirea paliativă
- Amitriptilină
- Ciclizină
- Dexametazonă
- Diazepam
- Docusat de sodiu
- Fluoxetină
- Haloperidol
- Butilscopolamină
- Bromhidrat de scopolamină (hioscină)
- Lactuloză
- Loperamidă
- Metoclopramid
- Midazolam
- Ondansetron
- Senna

## Antialergice și antianafilactice
- Dexametazonă
- Adrenalină (epinefrină)
- Hidrocortizon
- Loratadină[nota 4]
- Prednisolon

## Antidoturi

### Nespecifice
- Cărbune activat

### Specifice
- Acetilcisteină
- Atropină
- Gluconat de calciu
- Clorură de metiltioniniu (albastru de metilen)
- Naloxonă
- Penicilamină
- Albastru de Berlin
- Azotit de sodiu
- Tiosulfat de sodiu
- Deferoxaminăα
- Dimercaprolα
- Fomepizolα
- Edetat sodic și calcicα
- Succimerα

## Anticonvulsivante
- Carbamazepină
- Diazepam
- Lamotrigină
- Lorazepam
- Sulfat de magneziu[nota 5]
- Midazolam
- Fenobarbital
- Fenitoină
- Acid valproic (valproat de sodiu)
- Etosuximidăα

## Antiinfecțioase

### Antihelmintice

#### Antihelmintice intestinale

Structura chimică a albendazolului

- Albendazol
- Ivermectină
- Levamisol
- Mebendazol
- Niclosamidă
- Praziquantel
- Pirantel

#### Antihelmintice anti-filarioze
- Albendazol
- Dietilcarbamazină
- Ivermectină

#### Antihelmintice anti-schistozome și anti-nematode
- Praziquantel
- Triclabendazol
- Oxamnichinăα

### Antibiotice

#### Beta-lactamine
- Amoxicilină
- Amoxicilină/acid clavulanic (amoxicilină + acid clavulanic, amoxiclav)
- Ampicilină
- Benzatin benzilpenicilină (moldamin)
- Benzilpenicilină
- Cefalexină
- Cefazolină[nota 6]
- Cefiximă[nota 7]
- Cefotaximă[nota 8]
- Ceftriaxonă[nota 9]
- Cloxacilină
- Fenoximetilpenicilină (penicilina V)
- Piperacilină/tazobactam
- Procain benzilpenicilină[nota 10]
- Ceftazidimăα
- Meropenemα
- Aztreonamα
- Imipenem/cilastatinα[nota 11]

#### Alte antibacteriene
- Amikacină
- Azitromicină[nota 12]
- Chloramfenicol
- Ciprofloxacină
- Claritromicină[nota 13]
- Clindamicină
- Doxiciclină
- Gentamicină
- Metronidazol
- Nitrofurantoină
- Spectinomicină
- Trimetoprim/sulfametoxazol (co-trimoxazol)
- Vancomicină

#### Antileproase
- Clofazimină
- Dapsonă
- Rifampicină

#### Antituberculoase
- Etambutol

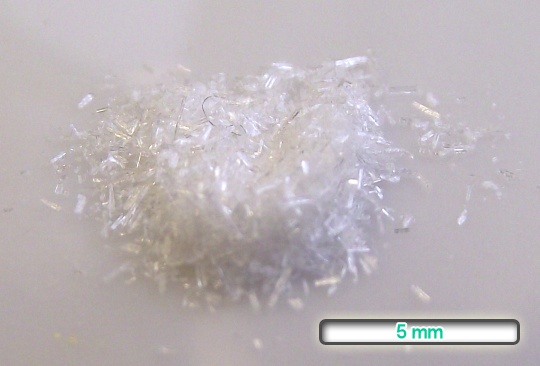
Cristale de etambutol

- Etambutol/izoniazidă (etambutol + izoniazidă)
- Etambutol/izoniazidă/pirazinamidă/rifampicină (etambutol + izoniazidă + pirazinamidă + rifampicină)
- Etambutol/izoniazidă/rifampicină (etambutol + izoniazidă + rifampicină)
- Izoniazidă
- Izoniazidă/pirazinamidă/rifampicină (izoniazidă + pirazinamidă + rifampicină)
- Izoniazidă/rifampicină (izoniazidă + rifampicină)
- Pirazinamidă
- Rifabutină[nota 14]
- Rifampicină
- Rifapentină[nota 15]
- Amikacinăα
- Bedachilinăα
- Capreomicinăα
- Clofaziminăα
- Cicloserinăα[nota 16]
- Delamanidα
- Etionamidăα[nota 17]
- Kanamicinăα
- Levofloxacinăα[nota 18]
- Linezolidα
- Moxifloxacină
- acid p-aminosalicilicα
- Streptomicinăα

### Antifungice
- Amfotericină B
- Clotrimazol
- Fluconazol
- Flucitozină
- Griseofulvină
- Itraconazol
- Nistatină
- Micafungină
- Voriconazol
- Iodură de potasiuα

### Antivirale

#### Antiherpetice
- Aciclovir

#### Antiretrovirale

##### Inhibitoare ale revers-transcriptazelor nucleotidice/nucleozidice
- Abacavir (ABC)
- Lamivudină (3TC)
- Tenofovir disoproxil fumarate (TDF)
- Zidovudină (ZDV or AZT)

##### Inhibitoare ale revers-transcriptazelor non-nucleotidice
- Efavirenz (EGV sau EFZ)
- Nevirapină (NVP)

##### Inhibitoare de proteaze

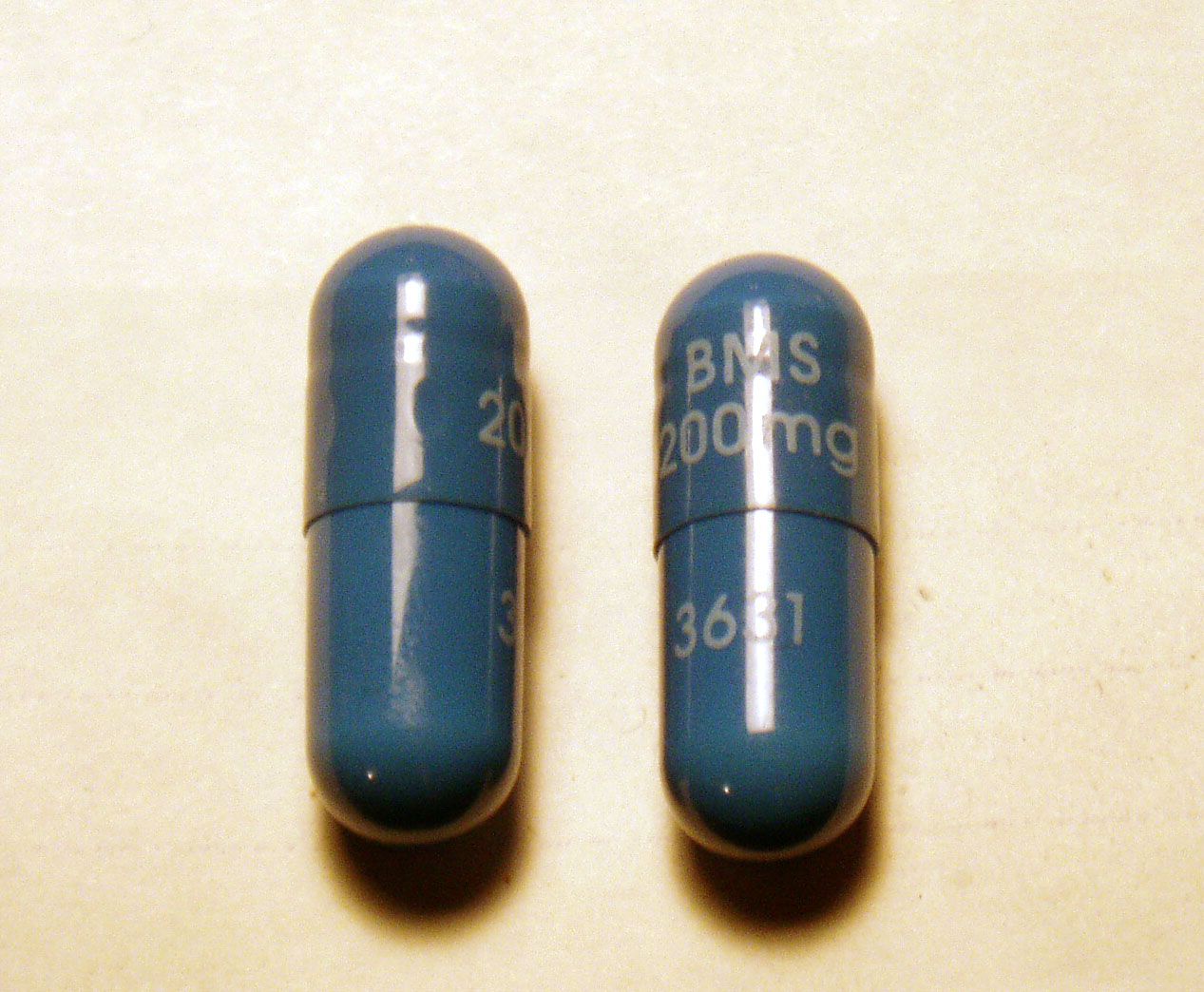
Two capsules of atazanavir

- Atazanavir
- Atazanavir/ritonavir
- Darunavir
- Lopinavir/ritonavir (LPV/r)
- Ritonavir

##### Inhibitoare de integrază
- Dolutegravir
- Raltegravir

##### Combinații
- Abacavir/lamivudină
- Efavirenz/emtricitabină/tenofovir[nota 19]
- Efavirenz/lamivudină/tenofovir
- Emtricitabină/tenofovir[nota 19]
- Lamivudină/nevirapină/zidovudină
- Lamivudină/zidovudină

##### Medicamente utilizat în prevenirea infecțiilor oportuniste în SIDA
- Izoniazidă/piridoxină/sulfametoxazol/trimetoprim

##### Alte antivirale
- Ribavirin[nota 20]
- Valganciclovir
- Oseltamivirα[nota 21]

#### Anti-hepatite

##### Medicamente pentru hepatita B
Inhibitoare ale revers-transcriptazelor nucleotidice/nucleozidice
- Entecavir
- Tenofovir disoproxil fumarate (TDF)

##### Medicamente pentru hepatita C
Inhibitoare de polimerază
- Sofosbuvir

Inhibitoare de protează
- Simeprevir

Inhibitoare NS5A
- Daclatasvir

Inhibitoare ale polimerazei non-nucleotidice
- Dasabuvir

Alte antivirale
- Ribavirină[nota 22]
- Interferon-alfa-2a pegilat sau Interferon-alfa-2b pegilatα[nota 23]

Combinații în doze fixe
- Ledipasvir/sofosbuvir
- Ombitasvir/paritaprevir/ritonavir
- Sofosbuvir/velpatasvir

### Antiprotozoarice

#### Antiamoebiene și antigiardia
- Diloxanidă
- Metronidazol

#### Anti-leishmanioză
- Amfotericină B
- Miltefosină
- Paromomicină
- Stibogluconat de sodiu sau antimoniat de meglumină

#### Antimalarice

##### Tratament curativ
- Amodiachină[nota 24]
- Artemeter[nota 25]
- Artemeter/lumefantrină[nota 26]
- Artesunat[nota 27]
- Artesunat/amodiachină[nota 28]
- Artesunat/meflochină
- Artesunat/pironaridină
- Clorochină[nota 29]
- Dihidroartemisinină/piperachină
- Doxiciclină[nota 30]
- Meflochină[nota 24]
- Primachină[nota 31]
- Chinină[nota 32]
- Sulfadoxină/pirimetamină[nota 33]

##### Profilactic
- Clorochină[nota 34]
- Doxiciclină
- Meflochină
- Proguanil[nota 35]

#### Antipneumocistoză și antitoxoplasmoză
- Pirimetamină
- Sulfadiazină
- Trimetoprim/sulfametoxazol (co-trimoxazol)
- Pentamidinăα

#### Anti-tripanosomiază

##### Tripanosomiaza africană

###### Primul stadiul
- Pentamidină[nota 36]
- Suramină sodică[nota 37]

###### Al doilea stadiu
- Eflornitină[nota 38]
- Melarsoprol
- Nifurtimox[nota 39]

##### Tripanosomiaza americană
- Benznidazol
- Nifurtimox

## Antimigrenoase

### Criză acută
- Acid acetilsalicilic (aspirină)
- Ibuprofen
- Paracetamol
- Sumatriptan

### Profilaxie
- Propranolol

## Antineoplazice și imunosupresive

### Imunosupresive
- Adalimumabα
- Azatioprinăα
- Ciclosporinăα
- Tacrolimusα

### Citotoxice și adjuvante
- Acid retinoic all-trans (tretinoină)α
- Acid zoledronicα
- Alopurinolα
- Asparaginazăα
- Bendamustinăα
- Bleomicinăα
- Folinat de calciuα
- Capecitabinăα
- Carboplatinăα
- Clorambucilα
- Cisplatinăα
- Ciclofosfamidăα
- Citarabinăα
- Dacarbazinăα
- Dactinomicinăα
- Dasatinibα
- Daunorubicinăα
- Docetaxelα
- Doxorubicinăα
- Etopozidăα
- Filgrastimα
- Fludarabinăα
- Fluorouracilα
- Gemcitabinăα
- Hidroxicarbamidăα
- Ifosfamidăα
- Imatinibα
- Irinotecanα
- Mercaptopurinăα
- Mesnaα
- Metotrexatα
- Nilotinibα
- Oxaliplatinăα
- Pegaspargazăα
- Paclitaxelα
- Procarbazinăα
- Rituximabα
- Tioguaninăα
- Trastuzumabα
- Vinblastinăα
- Vincristinăα
- Vinorelbinăα

### Hormoni și antihormoni
- Abirateronăα
- Anastrozolα
- Bicalutamidăα
- Dexametazonăα
- Hidrocortizonα
- Leuprorelinăα
- Metilprednisolonα
- Prednisolonα
- Tamoxifenα

## Antiparkinsoniene
- Biperiden
- Carbidopa/levodopa (levodopa + carbidopa)

## Medicația hematologice (sânge, organe hematopoietice)

### Antianemice
- Săruri feroase
- Săruri feroase/acid folic
- Acid folic
- Hidroxocobalamină
- Agenți de stimulare a eritropoiezeiα

### Medicația coagulării
- Dabigatran
- Enoxaparină
- Heparină sodică
- Fitomenadionă
- Sulfat de protamină
- Acid tranexamic
- Warfarină
- Desmopresinăα

### Alte medicamente
- Deferoxaminăα[nota 40]
- Hidroxicarbamidăα

## Sânge și substituenți de plasmă

### Sânge, componente ale sângelui

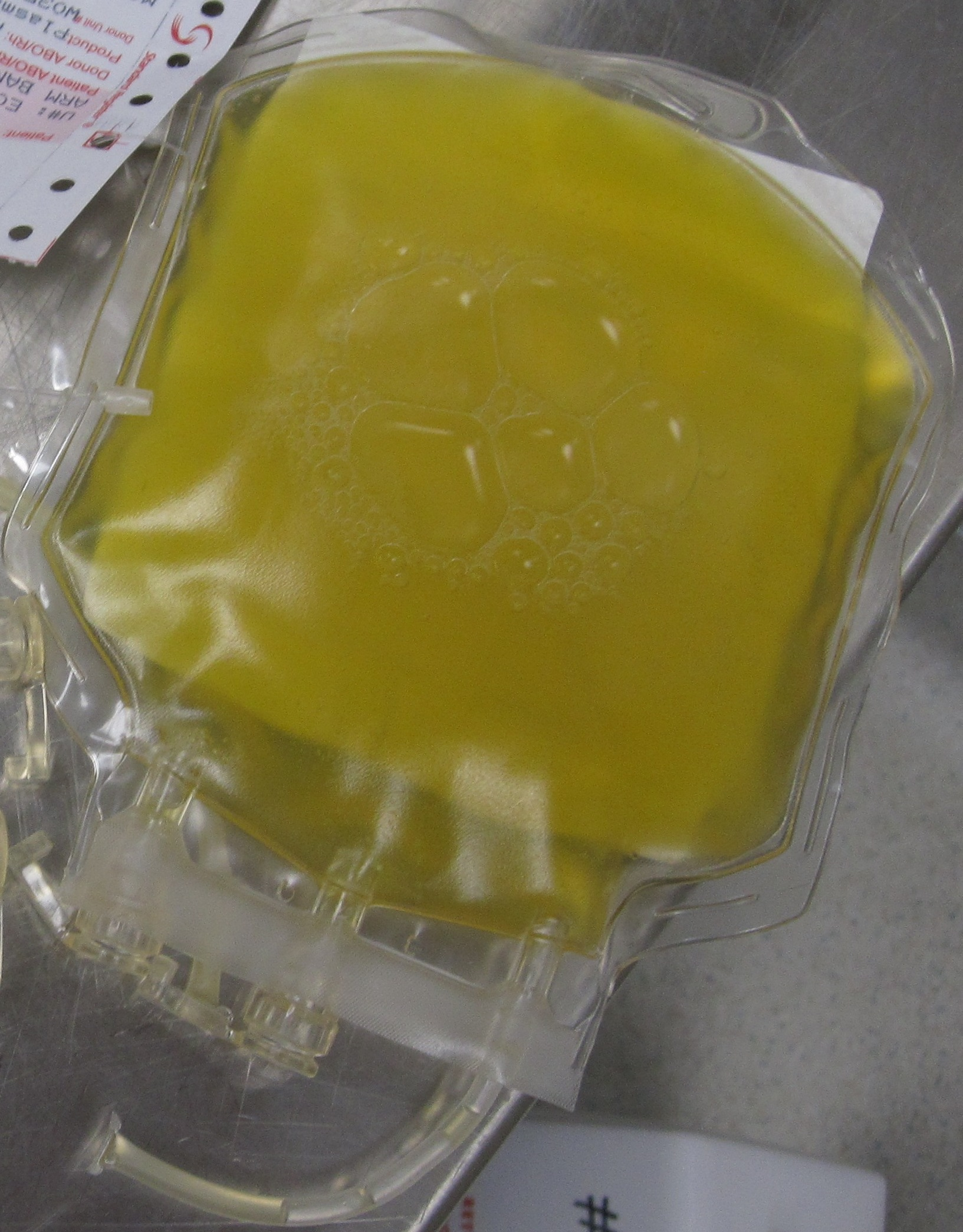
Bag containing one unit of fresh frozen plasma

- Plasmă proaspătă congelată
- Concentrat trombocitar
- Concentrat eritrocitar
- Sânge total

### Medicamente derivate din plasmă

#### Immunoglobuline umane
- Imunoglobulină anti-D
- Imunoglobulină antirabică
- Imunoglobulină antitetanică
- Imunoglobulină umanăα

#### Factori ai coagulării
- Factorul VIIIα
- Factorul IXα

### Substituenți de plasmă
- Dextran 70[nota 41]

## Medicația aparatului cardiovascular

### Antianginoase
- Bisoprolol[nota 42]
- Nitroglicerină
- Dinitrat de izosorbid
- Verapamil

### Antiaritmice
- Bisoprolol[nota 42]
- Digoxină
- Adrenalină (epinefrină)
- Lidocaină
- Verapamil
- Amiodaronăα

### Antihipertensive
- Amlodipină
- Bisoprolol[nota 42]
- Enalapril
- Hidralazină[nota 43]
- Hidroclorotiazidă
- Metildopa[nota 44]
- Losartan
- Nitroprusiat de sodiuα

### Medicația insuficienței cardiace
- Bisoprolol[nota 42]
- Digoxină
- Enalapril
- Furosemid
- Hidroclorotiazidă
- Losartan
- Spironolactonă
- Dopaminăα

### Antitrombotice

#### Antiagregante plachetare
- Acid acetilsalicilic (aspirină)
- Clopidogrel

#### Trombolitice
- Alteplazăα
- Streptokinazăα

### Hipolipemiante
- Simvastatină[nota 45]

## Medicația dermatologică (topică)

### Antifungice
- Miconazol
- Disulfură de seleniu
- Tiosulfat de sodiu
- Terbinafină

### Antiinfecțioase
- Mupirocină
- Permanganat de potasiu
- Sulfadiazină argentică

### Antiinflamatoare și antipruriginoase
- Betametazonă
- Calamină
- Hidrocortizon

### Antiproliferative topice
- Peroxid de benzoil
- Gudron de cărbune
- Fluorouracil
- Rezină de Podophyllum
- Acid salicilic
- Uree

### Antiscabie, pediculicide
- Benzoat de benzil
- Permetrină

## Agenți de diagnostic

### Oftalmice
- Fluoresceină
- Tropicamidă

### Medii de contrast (radiodiagnostic)
- Amidotrizoat
- Sulfat de bariu
- Iohexol
- Iotroxat de megluminăα

## Dezinfectante și antiseptice

### Antiseptice
- Clorhexidină
- Etanol
- Iod povidonă (polividone-iod)

### Dezinfectante
- Gel dezinfectant
- Substanțe clorigene
- Cloroxilenol
- Glutaraldehidă

## Diuretice
- Amilorid
- Furosemidă
- Hidroclorotiazidă
- Manitol
- Spironolactonă

## Medicația tractului gastrointestinal
- Enzime pancreaticeα

### Antiulceroase
- Omeprazol
- Ranitidină

### Antiemetice
- Dexametazonă
- Metoclopramid
- Ondansetron
- Aprepitantα

### Antiinflamatoare
- Sulfasalazină
- Hidrocortizonα

### Laxative
- Senna

### Antidiareice
- Săruri de rehidratare orală
- Sulfat de zinc[nota 46]

## Hormoni, medicația endocrină și contraceptive

### Hormoni produși de suprarenale și substituenți sintetici
- Fludrocortizon
- Hidrocortizon

### Hormoni androgeni
- Testosteronα

### Contraceptive

#### Contraceptive hormonale orale
- Etinilestradiol/levonorgestrel
- Etinilestradiol/noretisteronă
- Levonorgestrel
- Ulipristal

#### Contraceptive hormonale injectabile
- Cipionat de estradiol/acetate de medroxiprogesteronă
- Acetate de medroxiprogesteronă
- Enantat de noretisteronă

#### Dispozitive intrauterine
- Sterilet cu cupru
- Sterilet cu progesteron

#### Dispozitive de barieră
- Prezervativ
- Diafragmă

#### Dispozitive implantabile
- Implant cu etonogestrel
- Implant cu levonorgestrel

#### Contraceptive intravaginale
- Inel vaginal cu progesteron

### Insuline și alte medicamente antidiabetice

#### Insuline
- Insulină
- Insuline cu acțiune intermediară
- Insuline cu acțiune de lungă durată

#### Hipoglicemiante orale
- Empagliflozină[note 1]
- Gliclazidă[nota 47]
- Metformină
- Metforminăα

#### Medicația hipoglicemiei
- Glucagon
- Diazoxidα

### Inductori de ovulație
- Clomifenα

### Progestogeni
- Acetate de medroxiprogesteronă

### Hormoni tiroidieni și medicamente antitiroidiene
- Levotiroxină
- Metimazol
- Iodură de potasiu
- Propiltiouracil
- Soluție Lugolα

## Miorelaxante și inhibitori de colinesterază
- Atracurium
- Neostigmină
- Suxametoniu
- Vecuroniu
- Piridostigminăα

## Medicația oftalmică

### Antiinfecțioase
- Aciclovir
- Azitromicină
- Eritromicină
- Gentamicină
- Natamicină
- Ofloxacină
- Tetraciclină

### Antiinflamatoare
- Prednisolon

### Anestezice locale
- Tetracaină

### Miotice și antiglaucomatoase
- Acetazolamidă
- Latanoprost
- Pilocarpină
- Timolol

### Midriatice
- Atropină[nota 48]
- Adrenalină (epinefrină)α

### Anti-factor endotelial de creștere vasculara (VEGF)
- Bevacizumabα

## Ocitocice și antiocitocice

### Ocitocice și abortive
- Ergometrină
- Misoprostol
- Oxitocină
- Mifepristonă, în asociere cu misoprostolα[nota 49]

### Antiocitocice (tocolitice)
- Nifedipină

## Medicația bolilor mintale și comportamentale

### Antipsihotice
- Clorpromazină
- Flufenazină
- Haloperidol
- Risperidonă
- Clozapinăα

### Medicamente în tulburări afective (de dispoziție)

#### Antidepresive
- Amitriptilină
- Fluoxetină

#### Antimaniacale
- Carbamazepină
- Săruri de litiu
- Acid valproic (valproat de sodiu)

### Antianxietate
- Diazepam

### Medicamente în sindromul obsesiv compulsiv
- Clomipramină

### Medicamente în renunțarea la uzul de substanțe psihoactive
- Bupropionă
- Terapie de substituție nicotinică
- Vareniclină
- Metadonăα

## Medicația tractului respirator

### Antiasmatice și medicația în BPOC
- Budesonidă
- Budesonidă/formoterol
- Adrenalină (epinefrină)
- Bromură de ipratropiu
- Salbutamol (albuterol)
- Tiotropiu

## Soluții pentru corectarea balanței hidroelectrolitice

### Orale
- Săruri de rehidratare orală
- Clorură de potasiu

### Parenterale
- Clorură de sodiu (ser fiziologic)
- Clorură de potasiu
- Glucoză
- Glucoză și clorură de sodiu
- Bicarbonat de sodiu (hidrogenocarbonat)
- Lactat de sodiu, soluție compusă (soluție Ringer lactat)

### Altele
- Apă pentru preparate injectabile

## Vitamine și minerale
- Acid ascorbic
- Calciu
- Colecalciferol[nota 50]
- Ergocalciferol
- Iod
- Nicotinamidă
- Piridoxină
- Retinol
- Riboflavină
- Fluorură de sodiu
- Tiamină
- Gluconat de calciuα

## Medicația ORL a copilului
- Acid acetic
- Budesonidă
- Ciprofloxacină
- Xilometazolină

## Medicația bolilor articulare

### Antigutoase
- Alopurinol

### Antireumatice modificatoare ale bolii (DMARD)
- Clorochină
- Azatioprinăα
- Hidroxiclorochinăα
- Metotrexatα
- Penicilaminăα
- Sulfasalazinăα

### Artrita juvenilă
- Acid acetilsalicilic (aspirină)[note 2]

### Preparate dentare
- Fluorură
- Glass ionomer cement
- Silver diamine fluoride